# Arabic (Schiff, 1903)
Die Arabic (II) war ein 1903 in Dienst gestelltes Passagierschiff der britischen Reederei White Star Line, das als Ozeandampfer auf dem Nordatlantik zwischen Europa und Nordamerika verkehrte. Am 19. August 1915 wurde die Arabic vor der irischen Küste von einem deutschen U-Boot versenkt. 44 Menschen kamen ums Leben, darunter zwei US-Amerikaner, was erneut für Spannungen zwischen den Regierungen der Vereinigten Staaten und dem Deutschen Kaiserreich sorgte und unter dem Begriff Arabic Case bekannt wurde. Die Arabic war das erste Schiff, das die White Star Line im Ersten Weltkrieg verlor.

## Das Schiff

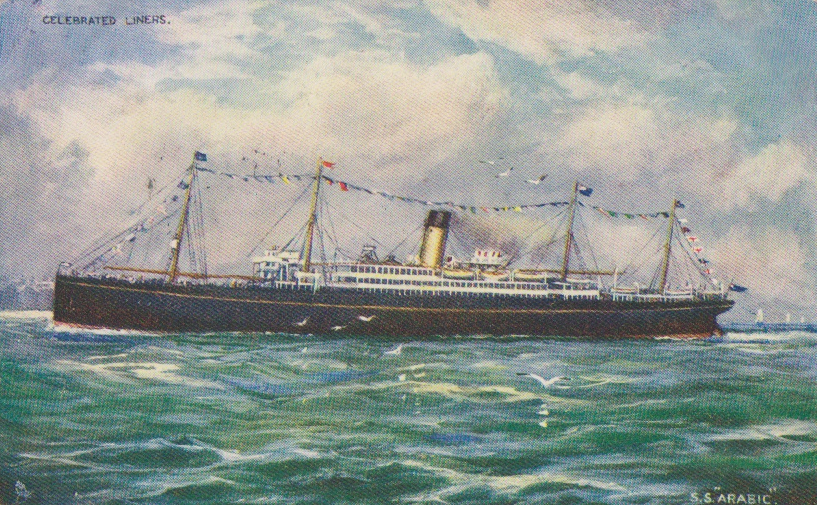
Postkarte mit dem Titel Celebrated Liners S. S. „Arabic“, ca. 1905

Das 15.801 BRT große Dampfschiff wurde 1902 unter dem Namen Minnewaska von der Atlantic Transport Line, einer US-amerikanischen Reederei mit Sitz in Baltimore, auf Kiel gelegt. Noch während des Baus wurde das Schiff von der White Star Line übernommen, umbenannt und am 18. Dezember 1902 vom Stapel gelassen. Am 21. Juni 1903 wurde das Schiff unter dem Namen Arabic fertiggestellt, und am 26. Juni 1903 lief es in Liverpool zu seiner Jungfernfahrt über Southampton nach New York aus.
Die Arabic war das zweite von drei Schiffen, die die Reederei auf den Namen Arabic taufte. Die erste Arabic (4.368 BRT) war 1881 in Dienst gestellt und 1890 an die Holland-America Line verkauft worden, die sie in Spaarndam umbenannte. Die dritte Arabic (17.327 BRT) bediente zwischen 1921 und 1930 die Route Liverpool–New York. Sie war eigentlich die 1909 in Dienst gestellte Berlin (II) des Norddeutschen Lloyd, der das Schiff im Rahmen von Kriegsreparationen hatte abgeben müssen.
Zu ihrer Jungfernfahrt lief die Arabic am 26. Juni 1903 aus (Liverpool–Southampton–New York). Anschließend war sie abwechselnd auf dieser und auf der Route Liverpool–Boston eingesetzt:
- Juni 1903 – April 1905: Liverpool–Southampton–New York
- April 1905 – Juni 1907: Liverpool–Boston
- Juni 1907 – August 1911: Liverpool–Southampton–New York
- August 1911 – Dezember 1914: Liverpool–Boston
- Dezember 1914 – August 1915: Liverpool–Southampton–New York

## Versenkung
Am Mittwochnachmittag, dem 18. August 1915 lief die Arabic unter dem Kommando ihres langjährigen Kapitäns William Finch in Liverpool zu einer weiteren Überfahrt nach New York aus. An Bord befanden sich 243 Besatzungsmitglieder und 180 Passagiere (132 Zweite Klasse, 48 Dritte Klasse), darunter mindestens 29 US-Amerikaner. Neben der Fracht waren auch 2813 Postsäcke an Bord.

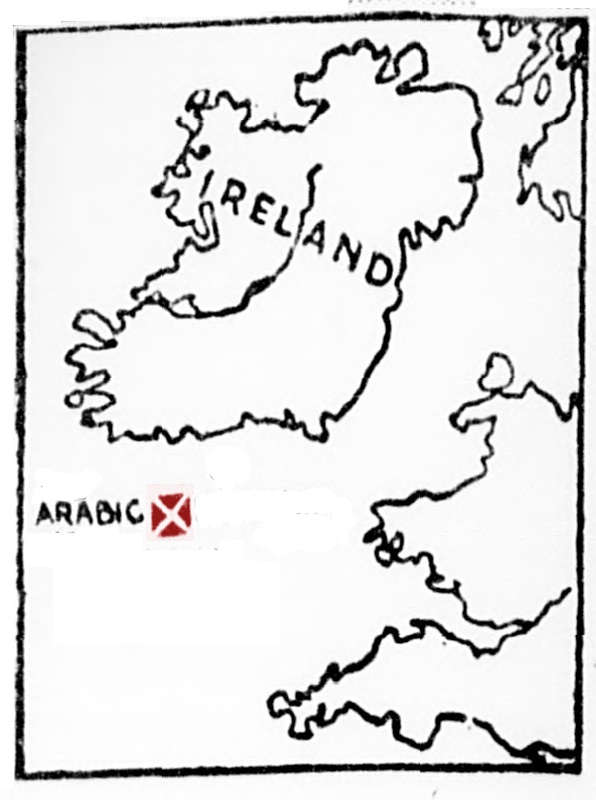
Untergangsort der Arabic

Als der Dampfer am Vormittag des folgenden Tages, 19. August, die irische Südküste passierte, wurde er 50 Seemeilen vor dem Old Head of Kinsale von dem deutschen U-Boot U 24 unter dem Kommando von Kapitänleutnant Rudolf Schneider gesichtet. Er gab ohne Vorwarnung den Feuerbefehl. Auf der Arabic wurde das U-Boot registriert und der Kapitän ließ beidrehen, aber der Torpedo traf das Linienschiff an Steuerbord in Hecknähe. Es wurde sofort um Hilfe gefunkt und mit dem Ausbooten der Rettungsboote begonnen. Die Arabic ging in nur neun Minuten auf der Position 50.50N, 08.32W unter, weshalb nicht alle Boote rechtzeitig abgefiert werden konnten.
44 Menschen kamen bei dem Untergang ums Leben, darunter 25 Besatzungsmitglieder und 19 Passagiere. Unter den toten Passagieren waren zwei US-Amerikaner, Edmund F. Woods aus Wisconsin und Josephine Sather Bruguière aus New York. Letztere war die Mutter von Francis Bruguière und die Tochter des norwegisch-amerikanischen Bankiers Peder Sather (1810–1886), auf den der Professorentitel Sather Professor zurückgeht. Kapitän Finch überlebte. Trotz der Nähe zum Land mussten die Überlebenden viereinhalb Stunden warten, bis Rettungsschiffe eintrafen. US-Präsident Woodrow Wilson wies den Vizekonsul in Queenstown, Lewis C. Thompson, an, sich um die amerikanischen Überlebenden zu kümmern.
Beim Untergang waren auch materielle Verluste zu beklagen, darunter eine Statue des altägyptischen Beamten Nacht.

## Politische Konsequenzen
Durch Versenkung der Arabic waren nach der Falaba (28. März 1915) und der Lusitania (7. Mai 1915) bereits zum dritten Mal seit Beginn des Kriegs US-amerikanische Staatsbürger durch die Versenkung britischer Passagierschiffe durch deutsche U-Boote ums Leben gekommen.
Der Zwischenfall ereignete sich kurz nach dem Austausch mehrerer Noten zwischen der US-Regierung unter Präsident Wilson und der deutschen Regierung unter Kaiser Wilhelm II. In diesen Noten forderte Wilson, dass kein Bürger eines neutralen Staates, also Nichtkombattanten, durch die Zerstörung unbewaffneter Handelsschiffe zu Schaden kommen darf. Im Speziellen wollte Wilson sicherstellen, dass US-Amerikaner auf britischen Schiffen ungehindert durch das Kriegsgebiet reisen können. Durch die Versenkung der Arabic fühlte sich die US-Regierung provoziert, da die Deutschen die amerikanischen Forderungen zu ignorieren schienen. Berlin wies zunächst alle Vorwürfe zurück und übernahm keine Verantwortung für den Arabic-Zwischenfall. Dann jedoch versuchten die Deutschen die Versenkung zu rechtfertigen, indem sie behaupteten, die Arabic habe versucht, das U-Boot zu rammen und zu versenken. Sie bot zudem Schadensersatz an.
Im weiteren Verlauf des Ersten Weltkriegs wurden weiterhin unbewaffnete britische Passagierschiffe von deutschen U-Booten versenkt, wodurch weitere US-Amerikaner ums Leben kamen. Dies führte zu immer größerer Empörung und Entrüstung in der amerikanischen Bevölkerung und zu wachsenden politischen Anspannungen zwischen den USA und Deutschland. Es war letztendlich einer der Gründe, aus denen die USA am 6. April 1917 Deutschland den Krieg erklärte.
Der Arabic-Vorfall und auch Schadensersatzforderungen von Überlebenden und Hinterbliebenen anderer betreffender Schiffsversenkungen wurden nach dem Krieg im Rahmen des Berliner Vertrags verhandelt.